# Benedetta Rossi
Benedetta Rossi (Porto San Giorgio, 13 novembre 1972) è una cuoca, blogger, conduttrice televisiva e scrittrice italiana.

## Biografia
Originaria di Altidona, dove vive, nasce a Porto San Giorgio, nella provincia di Fermo, il 13 novembre 1972 e si appassiona alla cucina fin da piccola. Dopo gli studi classici, si iscrive nel 1992 all'Università Politecnica delle Marche conseguendo il titolo nel 1996 e poi frequentando e ottenendo la laurea dal 1998 al 2003 in Produzione e Sanità degli organismi acquatici all'Università degli Studi di Camerino, lavorando nel frattempo come aiuto cuoca.
Nel luglio 1995, nel corso degli studi universitari, la sua famiglia apre un agriturismo nella regione di origine, a cui lei stessa collabora. Inizia poi nel gennaio del 2001 a lavorare come imprenditrice agricola autonoma, creando, tra gli altri, prodotti detergenti.
Nel corso del mese di maggio 2009 inizia a pubblicare alcuni video in un canale YouTube dal nome AgriturCasaVecchia, dal nome dell'agriturismo di famiglia per diversi clienti che facevano richiesta delle ricette preparate all'interno del casale, finché uno dei video supera le centomila visualizzazioni. Oltre a consigli culinari, pubblicava anche video su preparazione di saponi, bevande e suggerimenti casalinghi. L'8 gennaio 2011 apre un canale dal nome Fatto in casa da Benedetta sulla piattaforma YouTube dove carica le preparazioni di alcune ricette. La prima di queste è stata una giardiniera in agrodolce, mentre i primi filmati ad acquisire viralità risalgono al 2015, tra cui, in particolar modo, alcuni video sulle castagne e il melograno; proprio nel medesimo anno viene contattata dalla Banzai Media Holding per la successiva pubblicazione di opere culinarie a suo nome. Benedetta Rossi, inoltre, apre un sito internet denominato Sweet Soap - saponi decorativi, dedicato al mondo dei saponi.
Nel 2016 pubblica per Mondadori Electa il suo primo libro di ricette, dal titolo Fatto in casa da Benedetta per  che risulta essere la pubblicazione di settore con i migliori risultati di vendita dell'anno con quasi centomila copie vendute (al 2017), poi inserita nella collana Oscar Mondadori. L'anno successivo viene messo in commercio il secondo volume intitolato Fatto in casa da Benedetta 2 sempre per Mondadori Electa. Nello stesso anno viene inserita nella classifica della piattaforma Blogmeter come miglior influencer.
A partire dal mese di ottobre 2018 conduce il programma televisivo culinario Fatto in casa per voi in onda in contemporanea su Food Network e Real Time. Sempre nello stesso anno, intanto, viene diffuso il terzo libro La cucina di casa mia, il quale raggiunge la prima posizione della classifica varia e tra i dieci più venduti di quella generale, diventando un Oscar per le 100 mila copie acquistate. Vince, intanto, il premio Macchianera Award nella categoria food blogger e la seconda posizione come sito food.
Nel febbraio del 2019 è ospite della seconda puntata della trasmissione Junior Bake Off Italia e nel settembre del quinto episodio dell'edizione senior, Bake Off Italia - Dolci in forno, mentre nell'ottobre dello stesso anno pubblica il quarto libro dal nome In cucina con voi!, per la medesima casa editrice, a cui segue un giro di promozione del ricettario. Al giugno del 2020 risulta essere prima nella lista dei creatori di video italiani elaborata da Sensemakers con 135,1 milioni di visualizzazioni per i suoi video (nelle piattaforme YouTube e Facebook) e 8,5 milioni interazioni. Viene stampata, inoltre, la pubblicazione Insieme in cucina, disponibile dall'ottobre del 2020 per Mondadori Electa, presentata anche attraverso alcune ospitate in televisione nelle reti Rai e Mediaset, riuscendo a classificarsi come il libro maggiormente acquistato a livello italiano ad una settimana dalla messa in commercio. A circa due mesi dalla pubblicazione, sono circa 15 mila le copie vendute.
Nell'ottobre 2021 pubblica il sesto libro La nostra cucina, raggiungendo la prima posizione nella classifica generale dei libri, mentre nel febbraio 2022 viene annunciata la creazione di un cartone animato ispirato alla sua figura, da lei doppiato insieme al marito, ciascuno a interpretare sé stesso, dal titolo Super Benny con produzione Discovery (nello specifico di KidsMe) e trasmissione successiva sul canale telematico Frisbee.
Nel 2024 è la voce narrante del documentario Kina e Yuk alla scoperta del mondo.

## Vita privata
Dopo alcuni anni di conoscenza, nel 2009 Benedetta Rossi sposa Marco Gentili, fondatore della società Maui Media srl, che si occupa degli aspetti pubblicitari e promozionali della moglie, di cui la Rossi è amministratrice. Insieme hanno aperto nel 2003 l'agriturismo La Vergara, nelle Marche, poi chiuso nel 2020.

## Programmi televisivi
- Fatto in casa per voi (Food Network e Real Time, dal 2018) - conduttrice
- Super Benny (Discovery+, Frisbee e K2, 2022) - doppiatrice
- Ricette d'Italia - Piatti in tavola (Real Time, 2023) - conduttrice

## Opere
- Fatto in casa da Benedetta, Mondadori Electa, 2016.
- Fatto in casa da Benedetta 2, Mondadori Electa, 2017.
- La cucina di casa mia, Mondadori Electa, 2018.
- In cucina con voi!, Mondadori Electa, 2019.
- Insieme in cucina, Mondadori Electa, 2020.
- La nostra cucina, Mondadori Electa, 2021.
- Benvenuti in casa mia! Tante ricette facili e consigli semplici per risparmiare in cucina e in casa, Mondadori Electa, 2022.
- In cucina con la friggitrice ad aria. Oltre 200 ricette facilissime. Fatto in casa da Benedetta, Mondadori Electa, 2023.
- Il libro d'oro. Tutte le mie ricette più amate, Mondadori Electa, 2023.
- In cucina con la friggitrice ad aria. 200 nuove ricette veloci e leggere. Fatto in casa da Benedetta, Mondadori Electa, 2025.

## Riconoscimenti
- Macchianera
  - 2017 – Miglior Foodblogger[32]
  - 2018 – Miglior Foodblogger[16]
  - 2018 – Candidatura per il miglior sito food[16]
  - 2019 – Miglior Foodblogger[33]
  - 2019 – Candidatura per il miglior sito food[34]
- Moige
  - 2021 – Per fattoincasadabenedetta[35]